# Dilobopterus crocea
Dilobopterus crocea är en insektsart som först beskrevs av Metcalf 1955.  Dilobopterus crocea ingår i släktet Dilobopterus och familjen dvärgstritar. Inga underarter finns listade i Catalogue of Life.